# 首提灯
『首提灯』（くびぢょうちん）は古典落語の演目。首を斬られてしまった男がそれに気付かないまま、自分の首を手から提げて歩くという内容。
原話は、安永3年（1774年）に出版された笑話本『軽口五色帋（かるくちごしきのかみ）』の一編「盗人の頓智」。ただし、この小咄では首を斬られるのは泥棒（盗人）である。また、武藤禎夫によると、この小咄は安永2年（1773年）の『聞上手』に収録された「すへ斬」からヒントを得ているという。寛政6年（1794年）の『軽口四方の春』第2巻「火事のきてん」に現演目に近い内容が見える。一方、宇井無愁の『落語の原話』では、延宝8年（1680年）に京都で刊行された『噺物語』の序（泥棒の首を斬ったところ、首を抱えて逃げたのでその首を奪い、翌日奉行所に申し出て「首なしのものを見つけたら捕らえよ」という命令が出たという内容）の後半が改変されて「盗人の頓智」になったという見解を示している。
元は小噺程度の短いものであったが、4代目橘家圓蔵が一席物にまとめた。
上方落語では、まったく異なる話となった。
主な演者には、6代目三遊亭圓生（この噺で芸術祭文部大臣賞受賞）、林家彦六、古今亭志ん朝などがいる。上方版は2代目桂枝雀が演目に入れていた。

## あらすじ
酩酊状態の男が品川遊郭へ行こうと人気のない夜の芝山内に差し掛かった時だった。近頃、芝山内には追い剥ぎや辻斬りが出るという噂が立っており、さっさと通り抜けようとするところ、男は背の高い侍に突如声をかけられる。侍は道に迷ったと言い、麻布へはどう行けばいいかと尋ねてくる。
噂の辻斬りと疑い内心で焦っていた男は虚勢を張るが、侍の口調に訛りがあることに気づくと酔いも手伝って田舎侍と罵倒を始める。怒るものの、しょせんは酔っ払いが相手だと穏便に対応する侍であったが、これに気を良くして男はさらに増長し、罵詈雑言を浴びせた末に、痰を吐き掛ける。これについに侍は激怒し、目にも留まらぬ居合抜きで男の首を斬ると、その場を去る。
あまりにも見事な居合だったために、自分が斬られたことに気づかない男はそのまま歩みを始める。しかし、声が喉から漏れたり、段々首がズレたり、首元を触れば血糊がべったりとしていて、ようやく首を斬られたと気がつく。男はニカワでもあれは元に戻るかなどと軽口を言っていると、道先で火事が起こっていることに気づく。既に大量の野次馬がおり、人混みを無理に掻き分け進むと首が落ちてしまうだろう。そこで、男は首を掴むと提灯のように持ち「はいごめんよ、はいごめんよ」。

## 上方版
上方落語では異なる内容となった。まず立ち飲み屋（上燗屋）での店主と客のやり取りが主となる。演者は泥酔した客を演じ、初めてきた上燗屋の酒や料理を仕切りに褒める。やがて会計の段になり、客は細かい持ち合わせが無かったためにツケにしようと浅い策を練るが、店主にあっさり拒絶される（この最後の場面をサゲとして『上燗屋』という題で演じられる場合もある）。仕方なく客は近くにあった古道具屋に入り、仕込み杖を買って金をくずして支払う。
その後、酔客は家路につくが、せっかく買った仕込み杖を使いたいとウズウズとする。そこであえて家を無防備で留守であるかのように見せる。すると案の定、泥棒が入ってくる。そして泥棒が中の様子を見るため首を伸ばしたところを、スパンと一刀の下に斬る。しかし、泥棒は首が斬れているのに死なず、慌てて家の外に飛び出し首を斬られたとボヤく。すると近所で火事があり、自分の首を提灯のように持ってその場を逃げルが、その時首が「火事や。火事や。」

## 題材について
江戸時代、提灯には明かり以外に名札としての役割があった。提灯には紋や屋号を特注して入れ、これで遠目にも誰であるか容易に特定できるようになっていた。この演目のサゲ（オチ）はこのことが前提となっている。

## 評価
『日本大百科全書(ニッポニカ)』（小学館、該当項目の執筆は関山和夫）では、「首や胴が切られても活動するという奇抜な発想がおもしろく、この種の咄はほかに『胴取り』『 胴斬(ぎ)り』などが現代に残されている。」と評している。古今亭志ん朝は『頭山』と並んでSF落語の嚆矢としている。
落語評論家の山本益博も解説で取り上げている。